# Anzano di Puglia
Anzano di Puglia är en ort och kommun i provinsen Foggia i regionen Apulien i Italien. Kommunen hade 1 225 invånare (2017).